# Catálogo monumental de la Diócesis de Vitoria
Catálogo monumental de la Diócesis de Vitoria es una obra, que recoge el inventario artístico de los bienes de la Diócesis de Vitoria. 

## Motivación
La labor de catalogación genera conocimiento que de modo especial está acompañado por la preservación de los bienes artísticos. Hay experiencia de cómo algunas sustracciones de bienes se han reparado precisamente por las aportaciones de inventarios y catálogos.
El Catálogo Monumental de la Diócesis de Vitoria surgió como iniciativa de Obra Cultural de Caja de Ahorros de Vitoria y del Obispado de Vitoria con el objeto de estudiar el patrimonio histórico y artístico de los edificios religiosos y las obras artísticas custodiadas en su interior.  Participó en su impulso la inquietud de Vicente Botella, director de la Caja de Ahorros de Vitoria, y fue encomendada su elaboración a estudiosos cualificados. En 1967 se puso en marcha el primer volumen de esta colección. El entonces obispo de Vitoria, Francisco Peralta Ballabriga, manifestaba en las páginas de Presentación el propósito del Catálogo y el motivo de la iniciativa, haciendo referencia a la invitación del Concilio Vaticano II  a "vigilar para que los objetos sagrados y obras preciosas no se vendan ni se dispersen". 
El Catálogo ha sido elogiado en su conjunto por la calidad científica, diseño del proyecto y cuidado editorial. El trabajo elaborado por Micaela Portilla en el Catálogo Monumental a lo largo de cuarenta años supone una ingente labor desarrollada con gran rigor metodológico y científico, que le llevó a estudiar cada núcleo de población con todo detalle desde las perspectiva geográfica, histórica y artística, aunque sin olvidar a quiénes va dirigida la obra  -investigadores y lectores ocasionales-, con un estilo de escritura riguroso pero accesible. Ella misma describe que "en el catálogo hay que inventariar de una manera ágil, pero evitar un inventario seco y frío, sino humanizándolo. Por ejemplo, al escribir sobre una ermita, nunca olvido poner cómo es el pueblo y cómo son sus gentes. También es importante escribir al comienzo del libro una panorámica general que despierte el interés del lector".

## Autoría
En el primer tomo del Catálogo monumental de la Diócesis de Vitoria (1967) figuran como autores Emilio Enciso Viana y Julián Cantera Orive, si bien ya se encontraban en aquel equipo de trabajo la investigadora Micaela Portilla y José  Eguía López de Sabando, autor este último también de los planos de todos los tomos publicados. En los tomos siguientes, Micaela Portilla ha sido la autora principal, hasta su fallecimiento en 2005, aunque en varios volúmenes se ha contado con especialistas puntuales para distintas monografías y otros colaboradores, entre los que destaca José María de Azcárate.
El trabajo ha continuado en manos de un equipo de colaboradores e investigadores, dirigido y coordinado por Fernando Tabar Anitua, formado por Juan Vidal-Abarca López, Pedro Luis Echeverría Goñi, José Javier Vélez Chaurri, José Eguía López de Sabando, Ana Rosa López Adán y Edurne Martin Ibarraran.
El trabajo fotográfico del Catálogo Monumental se debe a Agustín Peña Resa, Juan José Sampedro Sampedro, Miguel Ángel Quintas y Juan Quintas.

## Composición
Cada tomo del Catálogo Monumental se halla centrado en una zona, a veces arciprestazgo, de la Diócesis. Consta de:
- Panorámicas geográfica, histórica y artística.
- Monografías de los monumentos más importantes.
- Análisis de cada pueblo con sus parroquias y ermitas; documentación fotográfica de los mismos.
- Índices: bibliografía, manuscritos consultados, artistas, artesanos y técnicos, grabados; índice general.[9]

### Tomos
Los 11 volúmenes publicados hasta el momento registran el patrimonio eclesiástico de la comarcas de Álava que conforman la Diócesis de Vitoria, incluyendo los enclaves de Orduña (Bizkaia) y Treviño (Burgos).
- Tomo I (1967) - Rioja Alavesa / Emilio Enciso Viana, Julián Cantera Orive.[11]
- Tomo II (1968) - Arciprestazgos de Treviño-Albaina y Campezo / Micaela Josefa Portilla Vitoria y José Eguía López de Sabando.[12]
- Tomo III (1970) - Ciudad de Vitoria / Micaela Josefa Portilla Vitoria ... [et al.].[13]
- Tomo IV (1975) -  Llanada alavesa occidental / Emilio Enciso Viana, [et al.].[14]
- Tomo V (1982)  - Llanada alavesa oriental y valles de Barrundia, Arana, Arraya y Laminoria / Micaela J. Portilla Vitoria ... [et al.].[15]
- Tomo VI (1995) - Las Vertientes Cantábricas del Noroeste alavés. La Ciudad de Orduña y sus aldeas / Micaela J. Portilla Vitoria ... [et al.].[16]
- Tomo VII (2001) - Cuartango, Urcabustaiz y Cigoitia. De las fuentes del Nervión, por la Sierra de Gibijo, a las laderas del Gorbea / Micaela J. Portilla Vitoria ... [et al.].[17]
- Tomo VIII (2007) - Los valles de Aramaiona y Gamboa. Por Ubarrundia, a la llanada de Álava.[18]
- Tomo IX (2011) - El valle de Zuia y las tierras de Legutiano. Link.
- Tomo X (2016) - Los valles occidentales entre el Zadorra, el Ayuda y el Inglares. Arte religioso en La Puebla de Arganzón
- Tomo XI (2017) - Las riberas alta y baja del Zadorra y el oriente de Lantarón.[9]

Tras la publicación del tomo XI en 2017, y tras más de 50 años de historia del Catálogo, quedará un único tomo para finalizar esta obra. Este último volumen estará dedicado a los valles de Valdegovía y Valderejo.